# Goodwater
Goodwater – miasto w Stanach Zjednoczonych, w stanie Alabama, w hrabstwie Coosa. W roku 2023 miasto zamieszkiwało 1257 osób, a gęstość zaludnienia wynosiła 74,4 osoby/km².